# Emanuel Fried
Emanuel „Manny“ Fried (* 1. März 1913; † 25. Februar 2011) war ein Dramatiker, Schauspieler und Gewerkschaftsorganisator. Geboren im Arbeitermilieu von New York City, heiratete Fried in eine prominente Familie aus der Oberschicht von Buffalo, New York, ein. Zu Beginn des Zweiten Weltkriegs engagierte sich Fried in einer Gewerkschaft und wurde wegen subversiver Aktivitäten entlassen. Von 1944 bis 1946 diente er in der US-Armee. Nach dem Krieg arbeitete Fried erneut als Gewerkschaftsorganisator und wurde nach einer FBI-Untersuchung wegen kommunistischer Verbindungen entlassen.
1954 wurde Fried vor den Ausschuss für unamerikanische Umtriebe geladen, um seine Verbindungen zur Kommunistischen Partei zu untersuchen. Nachdem er sich auf den ersten und nicht auf den fünften Zusatzartikel der Verfassung der Vereinigten Staaten berufen und die Beantwortung von Fragen verweigert hatte, wurde Fried auf eine schwarze Liste gesetzt und konnte weder Arbeit finden noch seine Stücke produzieren lassen.
Schließlich verkaufte er etwa 15 Jahre lang Lebensversicherungen für Canada Life, wobei er hauptsächlich an ehemalige Gewerkschaftsmitglieder und Kollegen verkaufte. Während dieser Zeit schrieb er Theaterstücke und trat als Schauspieler auf der Bühne in Buffalo auf. Schließlich beschloss er, seinen Bachelor-Abschluss zu machen, nachdem er als junger Mann nur ein Jahr an der University of Iowa mit einem Football-Stipendium studiert hatte. Er schloss nicht nur seinen B.A. ab, sondern promovierte auch am Buffalo State College, wo er 1973 als Dozent eingestellt wurde.
Er ging 1983 in den Ruhestand, unterrichtete aber noch bis 2008 als außerordentlicher Professor. Fried lehrte auch an der Cornell University School of Industrial and Labor Relations.
Er wurde für die Folge 12 der PBS-Serie „People’s Century“ interviewt und sprach über die „Zweite Rote Angst“.

## Frieds Stücke (Auswahl)
- The Dodo Bird
- Brothers for A’ That
- Drop Hammer
- Elegy for Stanley Gorski
- The Second Beginning
- Marked for Success
- Boilermakers and Martinis